# ラフガイド
ラフガイド（英: Rough Guides）は、旅行ガイドブックを発行するイギリスの会社、またそのガイドブック。100以上の国のガイドブックが発行されている。